# Le Fournet
Le Fournet – miejscowość i gmina we Francji, w regionie Normandia, w departamencie Calvados.
Według danych na rok 1990 gminę zamieszkiwały 43 osoby, a gęstość zaludnienia wynosiła 14 osób/km² (wśród 1815 gmin Dolnej Normandii Le Fournet plasuje się na 842. miejscu pod względem liczby ludności, natomiast pod względem powierzchni na miejscu 1034.).